# Crone of War
Crone of War is een muziekalbum van de Nederlandse pagan-folkband Omnia, dat in 2004 uitkwam.
De muziek op dit album is gericht op de Keltische mythologie, bijvoorbeeld het Mabonfeest en goden als Cernunnos en Taranis.

## Nummers
1. Intro
2. The Wylde Hunt
3. Mabon
4. Fidhe Ra Huri
5. The Sidhenearlahi Set [I - Me Bonny Wee Sidhenearlahi, II - Jam It In Lower, III - Push It Harder]
6. Jenny in 't Fogge
7. Taranis
8. Morrigan [I - The Maiden, II - The Mother, III - The Crone]
9. The Bold Fenian Men
10. Namndemans-Ola
11. Auta Luonto
12. Luna